# Kärrsäckspindel
Kärrsäckspindel (Clubiona stagnatilis) är en spindelart som beskrevs av Władysław Kulczyński 1897. Kärrsäckspindel ingår i släktet Clubiona och familjen säckspindlar. Arten är reproducerande i Sverige. Inga underarter finns listade i Catalogue of Life.